# コルジーウカ (キーウ州)
コルジーウカ（ウクライナ語：Коржі́вка；意訳：「コールジュの村」）は、ウクライナのキーウ州ビーラ・ツェールクヴァ地区にある村。村名はウクライナ料理コールジュにちなむ。1920年に創建された。面積は約0.3km²（2005年）。人口は125人（2005年）。